# 史永壽
史永壽（1525年—？），字仁夫，號静菴，山西平陽府翼城縣人，軍籍，明朝政治人物。

## 生平
己酉科（1549年）山西鄉試第二十五名。嘉靖三十五年（1556年）丙辰科第三甲第四十二名進士。户部观政，授直隶丹陽縣知縣，三十八年改河南偃师县，卒于官。

## 家族
曾祖史廣；祖父史方；父史大經，母賈氏。兄永福、永祥、永禎、永祺、满川、满山。